# Perły i dukaty
Perły i dukaty – cykl polskich, czarno-białych, krótkometrażowych filmów telewizyjnych, zrealizowanych w roku 1965. Filmy swoje premiery miały w 1966 roku. Reżyserem i scenarzystą był pisarz Józef Hen.

## Cykl filmów
W skład cyklu wchodzą:
- Markiza de Pompadour (1965, reż. Józef Hen)
- Ping-pong (1965, reż. Józef Hen)
- Perły i dukaty (1965, reż. Józef Hen)

## Markiza de Pompadour
Córka kierownika wytwórni mebli stylowych "Markiza de Pompadour", namawia swoich kolejnych narzeczonych do zakupu przed ślubem drogich mebli u jej ojca, rzekomo do ich wspólnego domu. Po takim zakupie doprowadza do zerwania zaręczyn - i historia się powtarza.
- Anna Milewska - Krystyna
- Wieńczysław Gliński - Jan Wojnowski
- Bogdan Baer - kolejny "narzeczony" Krystyny, kierownik sklepu mięsnego
- Bogusz Bilewski - inspektor MO
- Włodzimierz Boruński - Kudłak, były "narzeczony" Krystyny
- Wiesław Gołas - ogrodnik Winnykamień, "narzeczony" Krystyny
- Aleksander Fogiel - Stefan Rubiński, były "narzeczony" Krystyny
- Andrzej Krasicki - członek zarządu spółdzielni
- Sylwester Przedwojewski - członek zarządu spółdzielni
- Jarema Stępowski - ojciec Krystyny, kierownik spółdzielni "Markiza de Pompadour"
- Janina Kałuska-Szydłowska - Irena, matka Krystyny, także kasjerka w spółdzielni "Markiza de Pompadour"
- Jerzy Turek - milicjant Badura
- Ewa Wiśniewska - Anita, siostra Krystyny
- Jan Mayzel - milicjant; nie występuje w czołówce
- Adam Perzyk - robotnik w spółdzielni "Markiza de Pompadour"; nie występuje w czołówce

## Ping-pong
Młoda mężatka, podczas urlopu nad morzem, ulega fascynacji wysportowanym młodzieńcem. Kiedy przybywa jej mąż, postanawia w celu skompromitowania go doprowadzić do pojedynku męża z młodzieńcem w ping-ponga. Mecz wygrywa jednak mąż.
- Wanda Koczeska - Teresa
- Mieczysław Czechowicz - Władek, mąż Teresy
- Hanka Bielicka - wczasowiczka Hanka
- Andrzej Bogucki - pan Stefan
- Zbigniew Dobrzyński - Michał
- Roman Kłosowski - "Mały"
- Adam Pawlikowski Wiktor
- Helena Wilda - wczasowiczka

## Perły i dukaty
Pewien polski dyrygent w czasie pobytu w Czechosłowacji flirtuje z polską turystką-studentką, która bierze go za Czecha. Jednak czar pryska kiedy prawda wychodzi na jaw i kiedy dziewczyna dowiaduje się, że dyrygent jest z Warszawy.
- Ewa Wiśniewska - Anita
- Gustaw Holoubek - dyrygent Franciszek X
- Maria Wachowiak - Jagna, partnerka dyrygenta
- Tadeusz Cygler - Schnabl, słowacki impresario
- Zbigniew Rogowski - recepcjonista w hotelu